# Camarade
Camarade – miejscowość i gmina we Francji, w regionie Oksytania, w departamencie Ariège.
Według danych na rok 1990 gminę zamieszkiwało 158 osób, a gęstość zaludnienia wynosiła 6 osób/km² (wśród 3020 gmin regionu Midi-Pireneje Camarade plasuje się na 905. miejscu pod względem liczby ludności, natomiast pod względem powierzchni na miejscu 381.).